# Agrotis signatadelecta
Agrotis signatadelecta là một loài bướm đêm trong họ Noctuidae.